# Alexander Radwan

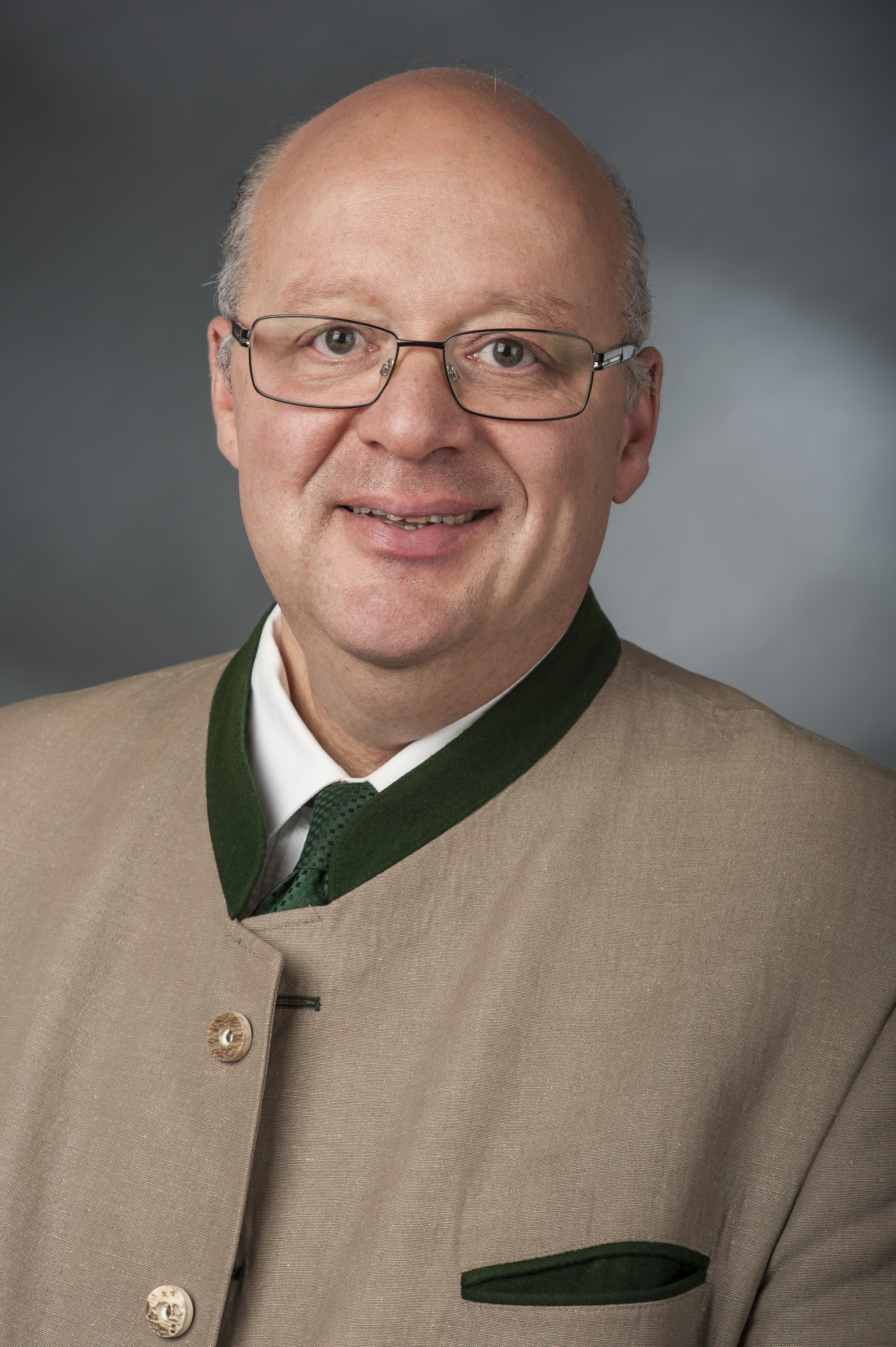
Alexander Radwan (2014)

Alexander Gamal Radwan (* 30. August 1964 in München) ist ein deutscher Politiker (CSU). Seit 2013 ist er Mitglied des Deutschen Bundestages.

## Ausbildung und Beruf
Alexander Radwan wurde 1964 als Sohn eines christlichen Ägypters und einer Deutschen geboren. Nach dem Abschluss seines Maschinenbaustudiums in der Fachrichtung Luftfahrzeuge als Diplom-Ingenieur (FH) im Jahr 1987 studierte Radwan Rechtswissenschaften und legte 1995 das zweite juristische Staatsexamen ab. Anschließend arbeitete er in einem global tätigen Unternehmen der Informations- und Telekommunikationsbranche zunächst als Mitarbeiter und dann als Abteilungsleiter. Er hat seit 1995 die Zulassung als Rechtsanwalt.

## Politik

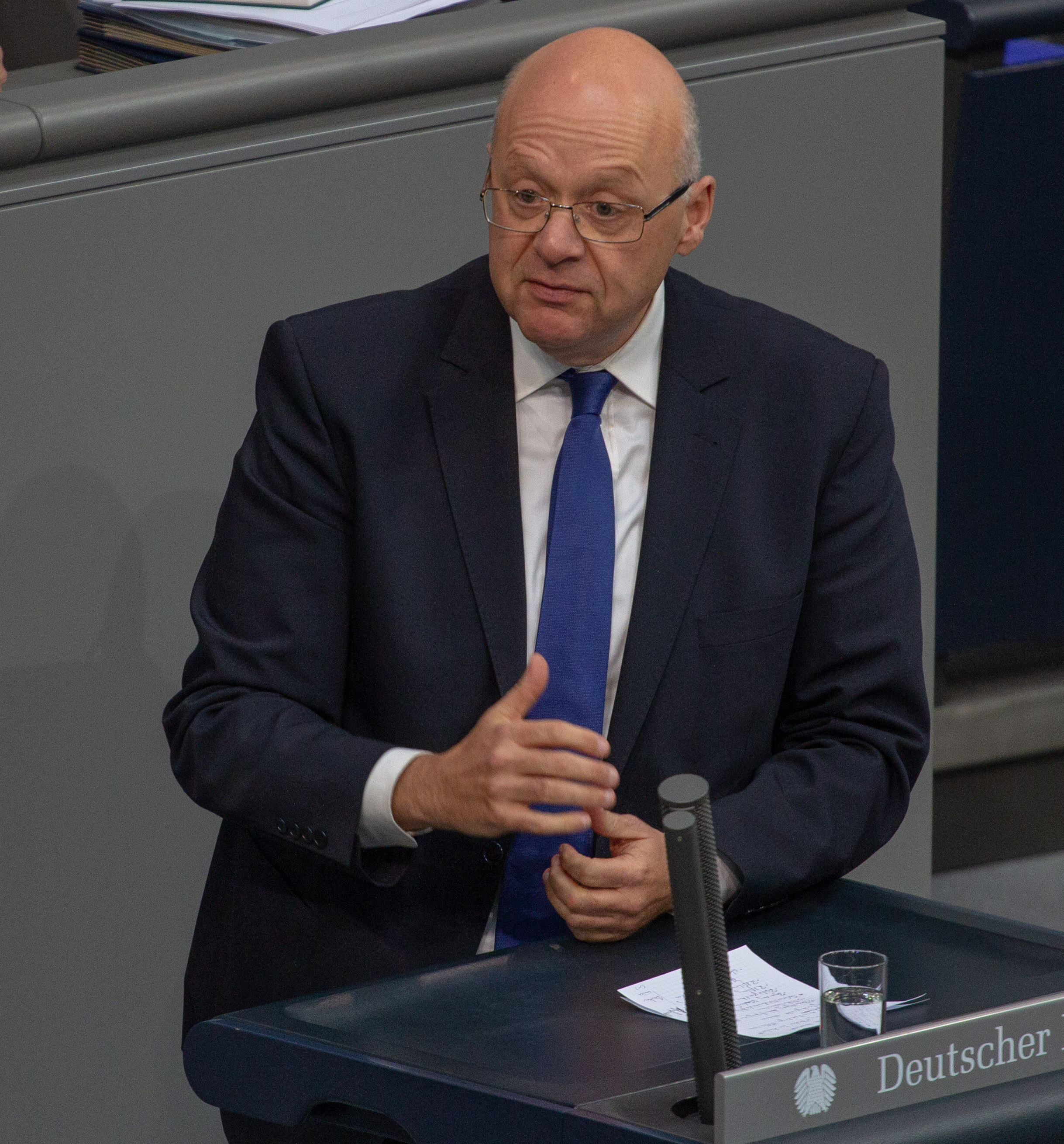
Radwan im Bundestag, 2019

Seine politische Laufbahn begann er 1988 als Kreisvorsitzender der Jungen Union Miesbach. Von 1994 bis 1999 war er Bezirksvorsitzender der Jungen Union Oberbayern und von 2000 bis 2003 außerdem Präsident der Jungen Alpenregion.

### Europäisches Parlament
Von 1999 bis 2008 war Radwan Mitglied des Europäischen Parlaments und Mitglied des Vorstands der Europäischen Volkspartei. Dort war er Koordinator der EVP-ED-Fraktion im Ausschuss für Wirtschaft und Währung sowie stellvertretender Vorsitzender der Delegation für die Beziehungen zu den Maschrik-Ländern. Er ist eines der Gründungsmitglieder der 2006 gegründeten German European Security Association.
Alexander Radwan ist seit 2002 oberbayerischer Bezirksvorsitzender der Mittelstands-Union (MU) und Mitglied im Landesvorstand der MU Bayern. Von 2005 bis 2011 war er als Landesschatzmeister auch Mitglied im Parteivorstand und Präsidium der CSU. Daneben gehört er den CSU-Vorständen auf Orts-, Kreis- und Bezirksebene an. Seit 2014 ist er Kreisvorsitzender im Kreis Miesbach.

### Bayerischer Landtag
Bei der Landtagswahl in Bayern 2008 konnte Radwan mit 43,1 % das Direktmandat im Stimmkreis Miesbach (Wahlkreis Oberbayern) für die CSU gewinnen. Seit 2013 ist er Mitglied des Deutschen Bundestages. Radwan ist direkt gewählter Abgeordneter für den Bundestagswahlkreis Bad Tölz-Wolfratshausen, der die Landkreise Bad Tölz-Wolfratshausen und Miesbach umfasst.

### Deutscher Bundestag
Bei der Bundestagswahl 2017 wurde er mit 47,6 % der Erststimmen erneut als Bundestagsabgeordneter gewählt. Im 19. Deutschen Bundestag war er ordentliches Mitglied im Finanzausschuss sowie im Auswärtigen Ausschuss. Zudem gehörte er als stellvertretendes Mitglied dem 3. Untersuchungsausschuss an. Auf Bundesebene beschäftigte er sich als Berichterstatter unter anderem mit den Themen Bankenunion und Bankenaufsicht, Euro und Währung, Zahlungsverkehr, Internationale Bankenpolitik, Fintechs sowie dem Nahen und Mittleren Osten.
Bei der Bundestagswahl 2021 konnte er mit 41,3 Prozent der Erststimmen sein Direktmandat verteidigen.
Bei der Bundestagswahl 2025 am 23. Februar errang Radwan das Direktmandat mit 46,4 Prozent der Erststimmen und zog in den 21. Deutschen Bundestag ein. Dort ist er Mitglied im Ausschuss für die Angelegenheiten der Europäischen Union und im Auswärtigen Ausschuss und außerdem stellvertretendes Mitglied im Finanzausschuss.

## Sonstige Ämter
Seit 2002 ist Radwan Mitglied des Präsidiums des Wirtschaftsbeirates der Union e. V., seit 2004 Geschäftsführender Vorstand der Studiengesellschaft für Mittelstandsfragen e. V. und seit 2014 Vorstandsmitglied der Deutsch-Arabischen Freundschaftsgesellschaft (DAFG e. V.) Von 2013 bis 2015 war er zudem Präsidiumsmitglied im Deutschen Roten Kreuz. Zusätzlich fungiert er seit 2013 als Vorsitzender des Stiftungsrates der Pfarrer Walter-Waldschütz-Stiftung. Seit 2018 ist Radwan Mitglied des Verwaltungsrats der Bundesanstalt für Finanzdienstleistungsaufsicht (BaFin).

## Mitgliedschaften
Radwan ist Mitglied der Kangaroo Group, ein Think Tank und eine Lobbyorganisation mit Sitz in Brüssel.
Außerdem ist Radwan Mitglied der überparteilichen Europa-Union Deutschland, die sich für ein föderales Europa und den europäischen Einigungsprozess einsetzt.